# Diecezja Taubaté
Diecezja Taubaté (łac. Dioecesis Taubatensis) – diecezja Kościoła rzymskokatolickiego w Brazylii. Należy do metropolii Aparecida, wchodzi w skład regionu kościelnego Sul 1. Została erygowana przez papieża Piusa X bullą Diocesium Nimiam Amplitudinem w dniu 7 czerwca 1908.